# 보테고땃쥐
보테고땃쥐(Crocidura bottegi)는 땃쥐과에 속하는 포유류의 일종이다. 에티오피아 해발 1,750m에서 발견되고, 케냐 특히 투르카나호 북동부와 마르사비트 한 곳에서 서식하는 것으로 추정된다.